# ワルサー
ワルサー社、カール・ヴァルター社（独: Walther, Carl Walther GmbH Sportwaffen）はドイツの銃器メーカーである。
ドイツ語でのWaltherの発音は「ヴァルター」、英語では「ウォルサー」が近い。日本の銃器関係者には、それらが混ざった「ワルサー」という表記・読み方が定着している。

## 歴史
1886年にカール・ヴァルターが設立した。
1920年代頃から機械式計算機の分野にも進出し、電子計算機が登場する頃まで生産を続けていた。
1993年からはエアソフトガンを含む、玩具を主力製品とするウマレックス社の傘下に入っており、最近ではアメリカのS&W社やマグナムリサーチ社との提携なども話題となっている。

## フィクションへの登場
軍用自動式拳銃『P38』がモンキー・パンチ原作の漫画『ルパン三世』の主人公ルパン三世愛用の銃である（漫画版『ルパン三世Y』では『P99』も使用）。
PPK・P99をイギリスの作家イアン・フレミング原作のスパイ映画『007』シリーズの主人公ジェームズ・ボンドが使用している。

## エアソフトガンとしての登場
近年では日本のトイガンメーカーであるマルゼンと技術提携を行って図面の提供等をしている。
そのためマルゼン製エアソフトガンのP99及びＰ99コンパクトはただのトイガンではなく、ワルサー社より『ジャパニーズＰ99（ワルサー社の日本市場向けＰ99）』と認定されており、他社の追随を許さないリアルさを誇っている。

## 代表的な製品

### ハンドガン
- P5
- P22
- P38
- P1
- P88
- P99
- PK380
- PP
- PPK
- PPK/S
- TPH
- PPS
- PPQ
- PDP
- カンプピストル
- VP
- モデル9

### サブマシンガン・ライフル
- MPL
- MPK
- Gew41(W)
- Gew43
- MKb42(W) - StG44の試作型の一つ。不採用。
- G22
- COLT.22 - コルトと提携

### 狙撃銃
- WA2000

### 競技銃（エアライフル）
- CG90
- LG30
- LG90
- LG200
- LG210
- LG300
- LG400
- LGM2
- LGR
- LGV

### 競技銃（スモールボア・ライフル）
- GX-1
- KK100
- KK200
- KK300
- KK500
- KKM
- UIT

### 競技銃（エアピストル）
- CP1
- CP2
- CP3
- CP5
- CP200
- CP201
- CPM1
- LP3マッチ・エア・ピストル
- LP200
- LP201
- LP300
- LPM1

### 競技銃（ピストル）

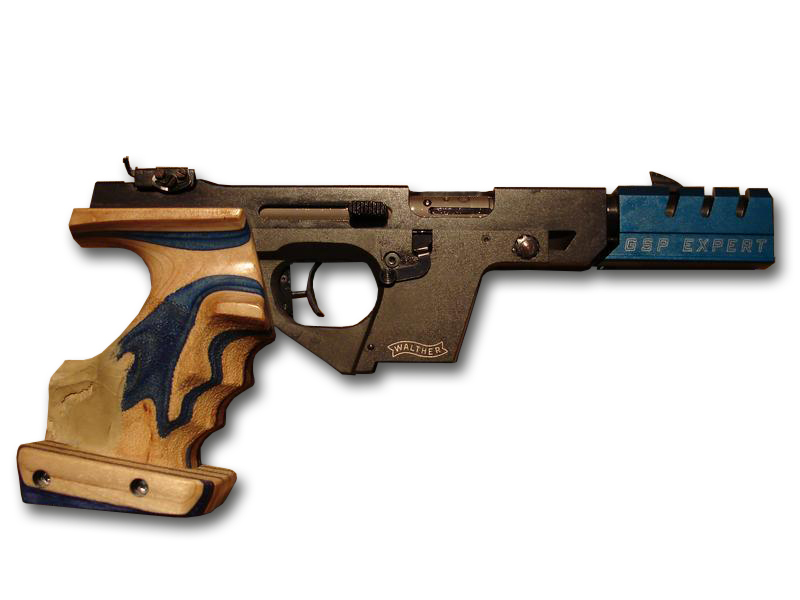
GSP

- GSPターゲット
- KSP200
- OSP
- SSP
- PP　スポーツ